# Óscar Hoyos
Óscar Hoyos Naranjo (Balboa, Risaralda, 13 de febrero de 1939-17 de febrero de 2010) fue un abogado y político colombiano.
Miembro de la Asamblea Nacional Constituyente de 1991.

## Biografía
Nació en Balboa (Risaralda). Se graduó como abogado de la Universidad La Gran Colombia de Bogotá. Fue concejal de Medellín por cuatro periodos por la Alianza Nacional Popular (Anapo), cofundador del Partido Verde colombiano, diputado de Antioquia por el Partido Conservador Colombiano. Participó en la Asamblea Nacional Constituyente de 1991 por la Alianza Democrática M-19, donde contribuyó en temas de servicios públicos, pensiones, entre otros. Además se desempeñó como Vicepresidente de la Junta Directiva de las Empresas Públicas de Medellín, asesor en la Presidencia de la República en distintos períodos, entre otros cargos. Varios de sus hijos se dedican a la política.